# Рубежанский трубный завод
Рубежанский трубный завод — промышленное предприятие в городе Рубежное Луганской области Украины.

## История
В январе 2004 года на базе бывшего Рубежанского монтажно-заготовительного завода началось создание нового производства. Были полностью отремонтированы производственные корпуса, административное здание, подъездные пути для автомобильного и железнодорожного транспорта. Осуществлена реконструкция производственных площадей, переложены инженерные коммуникации, смонтировано новое оборудование, вывезены отходы прежнего производства. В конце января 2005 года работы были завершены.
В 2006 году завод производил около четверти полиэтиленовых труб на Украине.

## Продукция
Полиэтиленовые трубы для холодного водоснабжения, канализации, вентиляции, диаметрами от 20 мм до 1200 мм, давлением до 16атм из полиэтилена марок ПЭ63, ПЭ80, ПЭ100 и полиэтиленовые трубы для систем газоснабжения, диаметрами от 20 мм до 400 мм, давлением до 10атм из полиэтилена ПЭ80, ПЭ100, а также двухслойные гофрированные трубы «Корсис» диаметром до 500 мм.